# Седжавски, Кристиан
Кристиан Седжавски (англ. Christiane Cegavske, род. 1971 год, Портленд, штат Орегон, США) — американская художница, писатель и режиссёр-аниматор. Лауреат международных кинофестивалей.

## Биография
Кристиан Седжавски родилась в Портленде, штат Орегон. В возрасте 17 лет начала учиться живописи и анимации в San Francisco Art Institute. Получила степень Bachelor of Fine Arts. Работала в Лос-Анджелесе в качестве мультипликатора, художника и скульптора на студии Acme Filmworks. В настоящее время живёт в сельском доме в штате Орегон.
Начала работу в анимации короткометражным кукольным мультфильмом «Кровь и подсолнухи», снятым на средства автора в 2000 году.
В 2004 году привлекла к себе внимание кинокритики жестокими анимационными вставками к фильму Азии Ардженто «The Heart Is Deceitful Above All Things» (в России получил известность под названием «Цыпочки»).
Международную известность принёс режиссёру полнометражный кукольный мультфильм «Кровавый чай и красная ниточка» (2006 год). Фильм снят в жанре фэнтези и рассказывает о кровавом противостоянии аристократического склада Белых Мышей и таинственных приземлённых Существ (отдалённо напоминающих ворон и крыс) из-за куклы, созданной этими Существами по заказу Мышей. Фильм наполнен аллегориями и аллюзиями, вдохновлён работами Яна Шванкмайера (в частности его фильмом «Алиса»). Он был показан на тридцати национальных и международных кинофестивалях, а на четырёх был удостоен наград победителя. В фильме Кристиан выступила в качестве продюсера, сценариста, режиссёра, монтажёра. Музыку к фильму написал Марк Гроуден (диалогов в мультфильме нет). Создание фильма заняло тринадцать лет. Своей работе над этим фильмом режиссёр посвятила книгу «Blood Tea and Red String: Production Archives». Фильм вызвал многочисленные положительные рецензии в крупнейших периодических изданиях.
В 2011 году сняла видеоклип к песне «Coyote» из альбома Марка Гроудена «Святой Иуда».
В настоящее время (с 2012 года) работает над полнометражным мультипликационным кукольным фильмом «Seed in the Sand», который должен стать второй частью трилогии, начатой фильмом «Кровавый чай и красная ниточка». Преподаёт анимацию в Kansas City Art Institute, сотрудничает с The Oxygen Network, VH1, Disney Channel и Fox at Space Bass Films Inc.

## Фильмография и награды
| Год            | Название фильма                                                              | Награды |
| -------------- | ---------------------------------------------------------------------------- | --- |
| 2000           | Кровь и подсолнухи (Blood And Sunflowers, США, короткометражный, 1,5 минуты) | |
| 2006           | Кровавый чай и красная ниточка (Blood Tea and Red String, США, 71 минута)    | San Francisco Independent Film Festival, 2006 — Победитель в номинациях Приз зрительских симпатий и Лучшая мультипликация, Spudfest, 2006 — Победитель в номинации Лучшая режиссура; Fantasia Film Festival (Монреаль), 2006 — Silver Duplic's Prize; Austin Fringe Fest, 2006 — Специальное упоминание жюри |
| 2006           | The Doll Maker (США, короткометражный, 5,5 минут)                            | |
| 2009           | Making a Friend (США, короткометражный, 0,5 минуты)                          | |
| 2011           | Койот (Coyote, США, короткометражный, 7,5 минут)                             | |
| В производстве | Seed in the Sand (США)                                                       | |

## Факты
- Кристиан Седжавски опубликовала две книги стихов «A Raven in the Looking Glass. A Collection of Poetry and Art»[18] и «A Raven Went Out Walking»[19]. В этих книгах стихи иллюстрированы собственными графическими работами Седжавски.
- Кристиан Седжавски работает над серией картин под общим названием «Красная», посвящённой истории её семьи. Её хобби является изготовление кукол.
- Среди источников своего вдохновения Кристиан Седжавски называет картины Иеронима Босха, Сандро Ботичелли, Фриды Кало, Леоноры Каррингтон, мультфильмы Владислава Старевича, книги Джозефа Кемпбелла.